# Lepidoctopus
Lepidoctopus is een geslacht van inktvissen uit de familie van Octopodidae.

## Soorten
- Lepidoctopus joaquini Haimovici & Sales, 2019